# Volleyball World Beach Pro Tour Valencia
El Volleyball World Beach Pro Tour Valencia es un torneo oficial de vóley playa que se disputa anualmente en Valencia (España). Forma parte del Futures del VW Beach Pro Tour. Su nombre comercial es BPT Futures Valencia y se disputa en la playa de la Malvarrosa en el estadio de El Cabañal.

## Historia
El final de la temporada 2024 trajo consigo una gran novedad en España, la aparición de un segundo campeonato de categoría Futures en territorio nacional. Así es como nace en Valencia un campeonato internacional que se iba a desarrollar en la Playa de la Malvarrosa con la organización de la Federación de Voleibol de la Comunidad Valenciana. Una primera edición que se desarrollaría como prueba de inicio antes de empezar la gira europea y precediendo a Madrid.

## Resultados

### Cuadro masculino
| Año                                       | Campeón                        | Finalista                      | Resultado         |
| ----------------------------------------- | ------------------------------ | ------------------------------ | ----------------- |
| Volleyball World Beach Pro Tour - Futures |                                |                                |                   |
| 2025                                      | Alejandro Huerta Javier Huerta | Tiziano Andreatta Davide Benzi | 2-0 (21-15, 21-9) |

### Cuadro femenino
| Año                                       | Campeón                 | Finalista               | Resultado                 |
| ----------------------------------------- | ----------------------- | ----------------------- | ------------------------- |
| Volleyball World Beach Pro Tour - Futures |                         |                         |                           |
| 2025                                      | Saofé Duval Anouk Dupin | Paula Soria Belén Carro | 2-1 (21-17, 15-21, 20-18) |

## Instalaciones

### Estadio de El Cabañal
El actual recinto del campeonato se monta en la Playa de la Malvarrosa y es conocido como Estadio de El Cabañal con motivo de su ubicación o emplazamiento en la ciudad de Valencia, ya que coge el nombre del barrio en el que está ubicada esta prueba. Son unas instalaciones que se montan especialmente para esta prueba.
Estadio El Cabañal
Pista central o Pista 1
La pista central o estadio El Cabañal, primera en importancia y capacidad del recinto, cuenta con una capacidad aproximada de 490 espectadores. Está emplazada en el lugar principal del recinto.
Pista 2 y 3
La denominada como Court 2 y Court 3 o pista 2 y pista 3 son los segundos estadios del recinto móvil en cuanto a importancia y capacidad. Sendas pistas no cuentan con gradas, aunque sí con posibilidad de haber público. Suelen emplearse como pistas de calentamiento o para partidos con objetivo de agilizar la competición.